# Bogunice
Bogunice (niem. Bogunitz) – wieś w Polsce położona w województwie śląskim, w powiecie rybnickim, w gminie Lyski.
W latach 1975–1998 miejscowość administracyjnie należała do województwa katowickiego.

## Historia
Jak podaje Słownik geograficzny Królestwa Polskiego Bogunice były niegdyś własnością Dominikanek w Raciborzu w par. Lisek.